# Bundesligakonferenz
Die Bundesligakonferenz, auch ARD-Bundesligakonferenz, ist die Live-Sportberichterstattung der ARD anlässlich der Fußball-Bundesliga im Hörfunk. Sie wird von WDR 2 für alle ausstrahlenden ARD-Hörfunkwellen zentral produziert.

## Sendezeiten
Die ARD-Bundesligakonferenz läuft immer am Ende der beiden Halbzeiten und wird in den Programmen WDR 2 (in der Sendung: „Liga Live“), Bayern 1 (Heute im Stadion), Bremen Eins (Die Fußball-Bundesliga), hr1 (Arena), hr-info, MDR Aktuell (Fußball-Bundesliga), MDR Jump*, MDR 1 Radio Sachsen, MDR Sachsen-Anhalt*, MDR Thüringen*, NDR 2 (Die NDR 2 Bundesligashow), NDR 1 Welle Nord, Inforadio (Sport am Sonnabend), radioeins (Arena Liga live), SR 3 Saarlandwelle (Sport und Musik), SWR1 (Stadion) und gelegentlich auch Bremen Vier, hr3 und SR 1 Europawelle übertragen. (*: nur die Schlusskonferenz)
An Samstagen beginnt die Halbzeitkonferenz um 16:08 Uhr, die Schlusskonferenz um 16:55 Uhr.
Während am Ende der Halbzeiten die ARD-Sender eine gemeinsame Konferenz nutzen, schalten die Sender zu anderen Zeiten getrennt zu den einzelnen Sportreportern und gestalten sich so ihre jeweils eigene Konferenz, bei der dann die Mannschaften aus dem eigenen Sendegebiet einen Schwerpunkt bilden.
Eine Bundesligakonferenz gab es nicht nur von den ARD-Sendern, sondern gab es von August 2008 bis Mai 2013 auch vom privaten Internetradiosender 90elf. Im Gegensatz zur ARD-Variante erstreckte sich diese Konferenz über die gesamte Spieldauer. Außerdem hörten sich hier die Reporter nicht gegenseitig. Stattdessen baute der Moderator aus den Einzelspielreportagen der Berichterstatter die Konferenz. Nachdem SPORT1 die Bundesliga-Rechte von 90elf übernommen hatte, übertrug dessen Internetsportradio Sport1.FM bis 2017 ebenfalls eine Bundesligakonferenz, die auf demselben Prinzip aufbaute wie die Konferenz von 90elf. Der Musikstreaming-Dienst Amazon Music bot bis 2021 eine Bundesliga-Konferenz an, welche sich mit separaten Konferenz-Kommentatoren über die komplette Spieldauer erstreckte und so der ARD-Konferenz ähnelte.
Seit der Saison 2021/22 bietet die ARD am Samstagnachmittag in ihren Internetangeboten eine Konferenz an, die über die gesamte Spielzeit sendet. Die Reporter sind dieselben wie in der Halbzeit- bzw. Schlusskonferenz, es sei denn, es spielt ein bayerischer Verein zu Hause. Dann wird der Schlusskonferenzreporter nur zur Halbzeit- und Schlusskonferenz bzw. nur zur Schlusskonferenz, wenn zeitgleich eine weitere Partie mit bayerischer Beteiligung stattfindet (dadurch bedingt, dass in der Sendung Heute im Stadion auf Bayern 1 eine eigene bayerische Halbzeitkonferenz mit im Falle eines Heimspiels dem Schlusskonferenzreporter und im Falle eines Auswärtsspiels mit einem eigenen Reporter nur für Bayern 1 geschaltet wird) zusammengeschaltet. Aus diesem Grund werden je ein weiterer Reporter für diese Phasen der Konferenz neben den bereits vorhandenen Reportern für den BR jeweils pro Partie hineingeschaltet.
Auch jedes Einzelspiel übertragt die ARD in ihren Internetangeboten live im Hörfunk.

## Art der Übertragung
Den besonderen Reiz macht dabei die Art des Kommentars aus. Während im Hörfunk üblicherweise linear über sportliche Ereignisse berichtet wird, nimmt die Bundesligakonferenz die Eigenart des Fußball-Spieltages auf und berichtet in einer Konferenzschaltung parallel über die gleichzeitig stattfindenden Partien. Jede Begegnung wird dabei von einem eigenen Kommentator begleitet, der bei der Zuschaltung in das laufende Programm sekundenaktuell von den Spielsituationen berichtet. Da das bewegte Bild fehlt, entwickelt sich das Spiel bei dieser Art der Übertragung im Kopf des Zuhörers, der sich selbst im Zuge der Live-Schilderung ein Bild vom Spielgeschehen machen muss.
Besondere Spannung entwickelt sich immer dann, wenn der Sportreporter einen Torerfolg ausruft, ohne dabei die erfolgreiche Mannschaft zu erwähnen, z. B. „Tor in Frankfurt“.
Während die unmittelbare Schilderung aktueller Ereignisse traditionell den Schwerpunkt der ARD-Bundesligakonferenz bildete, hat heute die Schilderung des länger zurückliegenden Spielgeschehens eine zunehmende Bedeutung; das Nacherzählen der vorangegangenen Minuten des Spiels nimmt zusehends mehr Raum ein als die sekundenaktuelle Liveübertragung der gerade im Stadion geschehenden Ereignisse. Während einige Konferenzschaltungen von ARD-Sendern einen hohen Anteil von Nacherzählungen zurückliegender Spielminuten enthalten, war der Anteil sekundenaktueller Schilderungen bei 90elf sehr hoch.
Bevor in der Konferenz über alle zeitgleich stattfindenden Spiele berichtet wurde, wurden früher nur vier Spiele übertragen. Von den restlichen Spielen waren nach der Konferenz nacheinander die Aufzeichnungen der letzten vier Minuten zu hören.
Auch vor der Gründung der Bundesliga gab es eine Konferenzschaltung im Radio. So wurde ab dem 21. September 1952 bereits am Wochenende von mehreren Spielen gleichzeitig berichtet.

## Stellenwert in der Medienlandschaft
Die ARD-Bundesligakonferenz genießt großen Zuspruch bei der Bevölkerung. Die Schaltkonferenz der letzten 20 Spielminuten, die von 14 ARD-Radiosendern übertragen wird, erreichte 2009 regelmäßig 8,02 Millionen Hörer. 2006 waren es 6,89, 2003 7,42 Millionen Radiohörer. Zum Vergleich: 90elf erreichte zum Finale der Spielzeit 2008/2009 600.000 Hörer, die ARD-Konferenz kam auf 6,25 Millionen.
2010 erhielt die Redaktion der WDR-2-Variante „Liga Live“ den Deutschen Radiopreis für das Format. Deutschland sei nicht „denkbar ohne die samstägliche Bundesligakonferenz“, hieß es in der Jurybegründung. Einige besonders dramatische Schlusskonferenzen wurden 2013 als Buch veröffentlicht oder sind als Mitschnitt auf CD verfügbar.
Der Fußball-Podcast Rasenfunk hat für den wöchentlichen Rückblick auf den aktuellen Bundesliga-Spieltag als Hommage an die ARD-Bundesligakonferenz den Titel Schlusskonferenz gewählt.
Über Jahre war die ARD-Bundesligakonferenz neben dem Teletext die einzige Möglichkeit für den Fußballfan, die Spiele der Bundesliga gleichzeitig zu verfolgen. Erst durch die Premiere-Berichterstattung und die zunehmende Verbreitung des Internets kam es zu ernstzunehmenden Alternativen. Die Bundesligakonferenz im Bezahlfernsehen nimmt hierbei eine Sonderrolle ein, da seit der Saison 2000/2001 erstmals eine Konferenzschaltung angeboten wird, die nicht auf das Hören beschränkt ist.